# Црвени камен
Црвени Камен (слч. Hrad Červený Kameň) је замак у Словачкој на Малим Карпатима, недалеко од села Часте. Чинила је једну од многобројних граничних утврденох седишта да потезу од Братиславе до Жилине. Скоро пола миленијума се налазио у поседу породице Палфи (мађ. Pálffy) која му је дала његов данашњи изглед. Данас се у њему налази музеј намештаја.

## Прошлост
Најстарија тврђава на овом месту је подигнута у XIII веку као једна од многобројних тврђава подигнутих на северозападној граници краљевине Мађарске. Тај гранични бедем се простирао од Братиславског замка на југу до Жилинског замка на северу дуж планинског венца Карпата који је пратио ток реке Ораве.
Тврђава је запуштена током векова, да би у првој половини XVI века била поново подигнута. Властелинска породица Палфија је 1588. године добила тврђаву на управу и временом ју је проширила у прави властелински замак, какав је данас. Утврда је више пута страдала у пожарима, али су је чланови породице Палфи увек наново обнављали. Налазила се у њиховим рукама све до краја Другог светског рата када је национализована.